# Teufelsbach (Gabelbach)
Der Teufelsbach ist der rechte und südliche Quellbach des Gabelbachs. Er läuft im zentralen Odenwald größtenteils durch die Gemeinde Mudau im baden-württembergischen Neckar-Odenwald-Kreis und fließt zuletzt von Süden auf dem Gebiet von Markt Kirchzell im bayerischen Landkreis Miltenberg mit dem linken Breitenbach zusammen.

## Geographie

### Verlauf
Der Teufelsbach entspringt in Baden-Württemberg im Neckar-Odenwald-Kreis wenig südwestlich von Schloßau am Rand der den Ort umgebenden Rodungsinsel zum Heumahdsbirken. Er läuft in einer Linkskurve durch die Ortschaft und dann in einer Wiesenmulde nach Norden. Nach der Kläranlage des Dorfes betritt er die bewaldete Teufelsklinge, in der er auf den nächsten anderthalb Kilometern auf Nordwestkurs etwa 150 m an Höhe verliert. Nach diesem Steilabschnitt läuft von rechts der Bach aus der Gelmichsklinge zu und er fließt nun wieder flacher in einer breiten, offenen Aue auf dem Grund seines an den Hängen waldbestandenen Steiltals. Er erreicht Ernsttal in einer Talgabel, an der von Südwesten her das Nebental vom Katzenloch her zuläuft und wo auch die L 2311 von der Passhöhe des Heidenbergs herunter steigend ins Tal tritt. Diese für den Odenwald wichtige Verkehrsachse nutzt die südwestlich laufende Flussachse des Neckar-Zuflusses  Itter im Süden und den Talzug aus Teufelsbach, Gabelbach und Mud im Norden, welche letztlich zum Main führt. Die serpentinenreiche Passstraße lockt in der guten Jahreszeit viele Motorradfahrer an. Dann zieht der Bach nordnordöstlich weiter durchs Untertal und vereinigt sich nach weiteren etwa anderthalb Kilometern, weniger als dreihundert Meter davon zuletzt auf bayerischem Boden, mit dem linken Breitenbach zum Gabelbach, der dann in der Teufelsbach-Richtung weiterläuft.

### Einzugsgebiet
Der Teufelsbach entwässert ein Gebiet von 16,4 km² im zentralen Odenwald, das an der Großwasserscheide zwischen Main und Neckar liegt, nordwärts in Richtung Main. Die größten Erhebungen im Einzugsgebiet folgen einander an dieser Wasserscheide im Südwesten und Westen gegen den Konkurrenten und Neckar-Zufluss Itter; die höchste davon liegt im Hohwald auf 552,8 m ü. NN südwestlich von Waldleiningen. Auf dieser natürlichen Scheidelinie zieht auch die Trasse des Neckar-Odenwald-Limes auf dem Abschnitt zwischen Würzberg und Oberscheidental. Nördlich der Einzugsgebietsgrenze läuft der andere Gabelbach-Quellbach Breitenbach, nordöstlich davon ein kleinerer Zufluss des oberen Gabelbachs. Jenseits der nordöstlichen und östlichen Wasserscheide liegt das unmittelbare Einzugsgebiet der Mudbach genannten oberen Mud, im Südosten das der oberen Elz, die wieder zum Neckar strebt.
Etwa drei Viertel des Gebietes sind bewaldet, vom Fluranteil gehört der größte Teil der Rodungsinsel um Schloßau an, hinzu kommen eine deutlich kleinere Lichtung um das Schloss Waldleiningen und Auenbänder in den Tälern.

### Zuflüsse
- Bach durch die Gelmichsklinge, von rechts etwa 800 m südöstlich von Ernsttal auf knapp 315 m ü. NN, 1,4 km.[2]
- Durchfließt einen Weiher, unmittelbar vor Ernsttal auf etwa 290 m ü. NN, 0,5 ha.[4]

## Weblinks

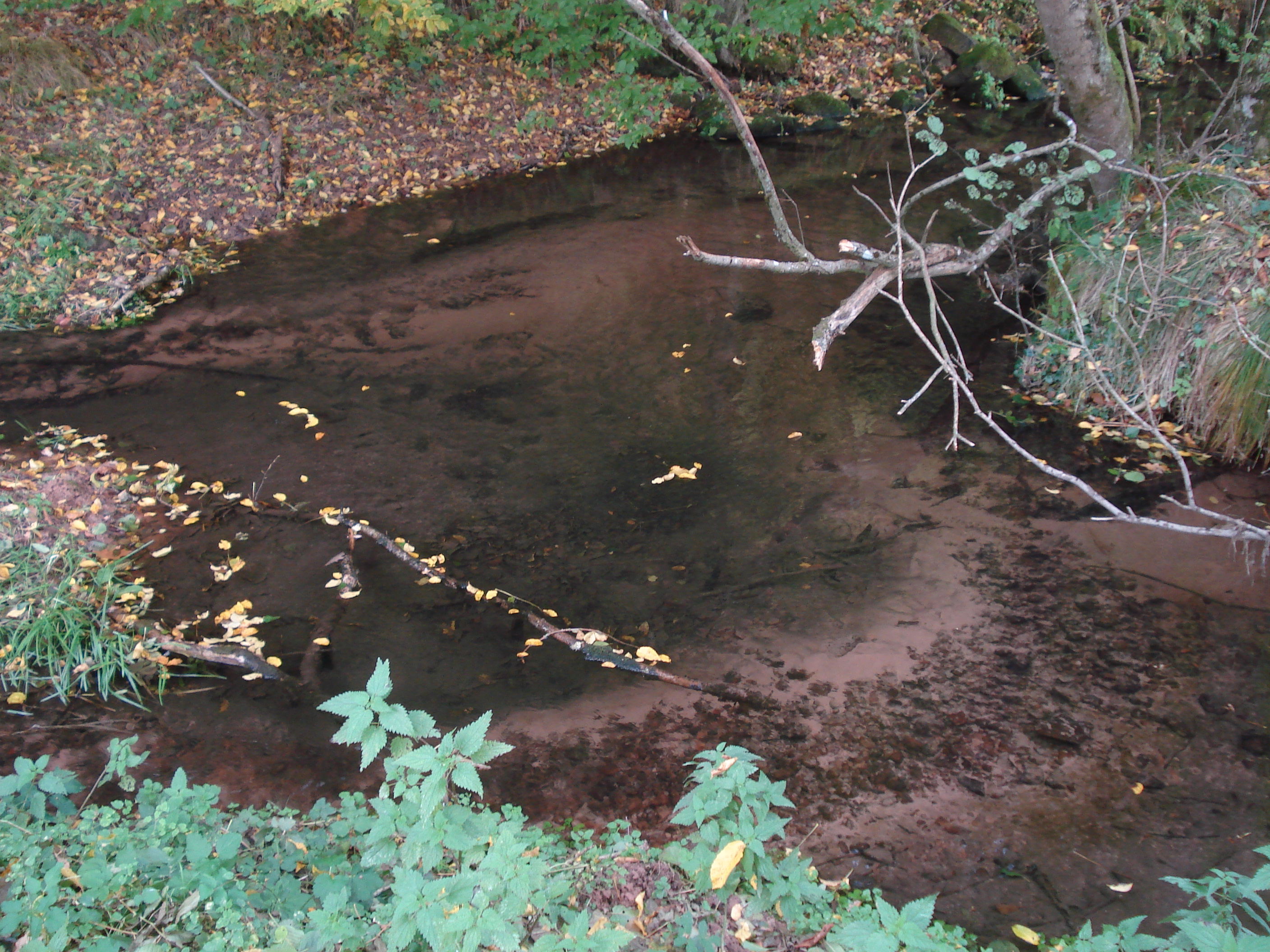
Der Teufelsbach (vorne rechts) vereinigt sich mit dem Breitenbach (links) zum Gabelbach (hinten rechts)